# حديقة حيوانات قطر

تعتبر حديقة حيوان في الدوحة واحدة من أفضل حدائق الحيوان في المنطقة، إذ تعرض ما يزيد عن 1500 حيوان من جميع أنحاء العالم؛ إضافة للحيوانات الصحراوية المحلية والطيور
.
يتم دورياً عرض أنواع جديدة من خلال عدد من برامج التبادل التي وضعتها إدارة مع حدائق الحيوان الأخرى في جميع أنحاء العالم، مما يساعد حديقة الحيوان للحفاظ على كبح على الحيوانات فائض من أي سلالة محددة في حين اضاف لتنوع الأنواع على المعرض.
تقع الحديقة خارج المدينة مقابل نادي السباق والفروسية. وفيها منطقة للعب الأطفال وكافتيريا.
ساعات العمل 8 صباحا إلى الظهر و14:30 حتى 07:30 يوميا؛ ويتم إغلاق حديقة الحيوان صباح الجمعة. تستقبل المجموعات المدرسية في الصباح، أما بعض ظهر يوم الثلاثاء فهو مخصص للسيدات والأطفال دون 9 سنوات فقط.